# Visby och Borgholms valkrets
Visby och Borgholms valkrets var en egen valkrets med ett mandat vid riksdagsvalen till andra kammaren från extravalet 1887 till valet 1893. Valkretsen omfattade städerna Växjö och Borgholm men inte den omgivande landsbygden. Inför valet 1896 bildade Visby egen valkrets, Visby valkrets, medan Borgholm fördes till Oskarshamns, Vimmerby och Borgholms valkrets.

## Riksdagsmän
- August Bokström, c (andra riksmötet 1887)
- Alfred Waldenström (1888–1890)
- August Bokström, AK:s c (1891–1895)
- Emil Poignant, lmp (1896)